# گوستاووس (آلاسکا)
گوستاووس (به انگلیسی: Gustavus) شهری در ناحیه سرشماری هوناه-آنگون ایالت آلاسکا است که جمعیت آن در سرشماری سال ۲۰۰۰ میلادی ۴۲۹ نفر بوده‌است.